# 尼克·瓦尼
尼古拉斯（尼克）·瓦尼（Nicholas "Nick" Varney，1962年—）是一名英國商人，1999年開始擔任默林娛樂的首席執行官至今。
1980年代中期開始步入商界，並進入商界上流。1990年代早期在奧爾頓塔擔任市場總監。